# Virginia Dementricia

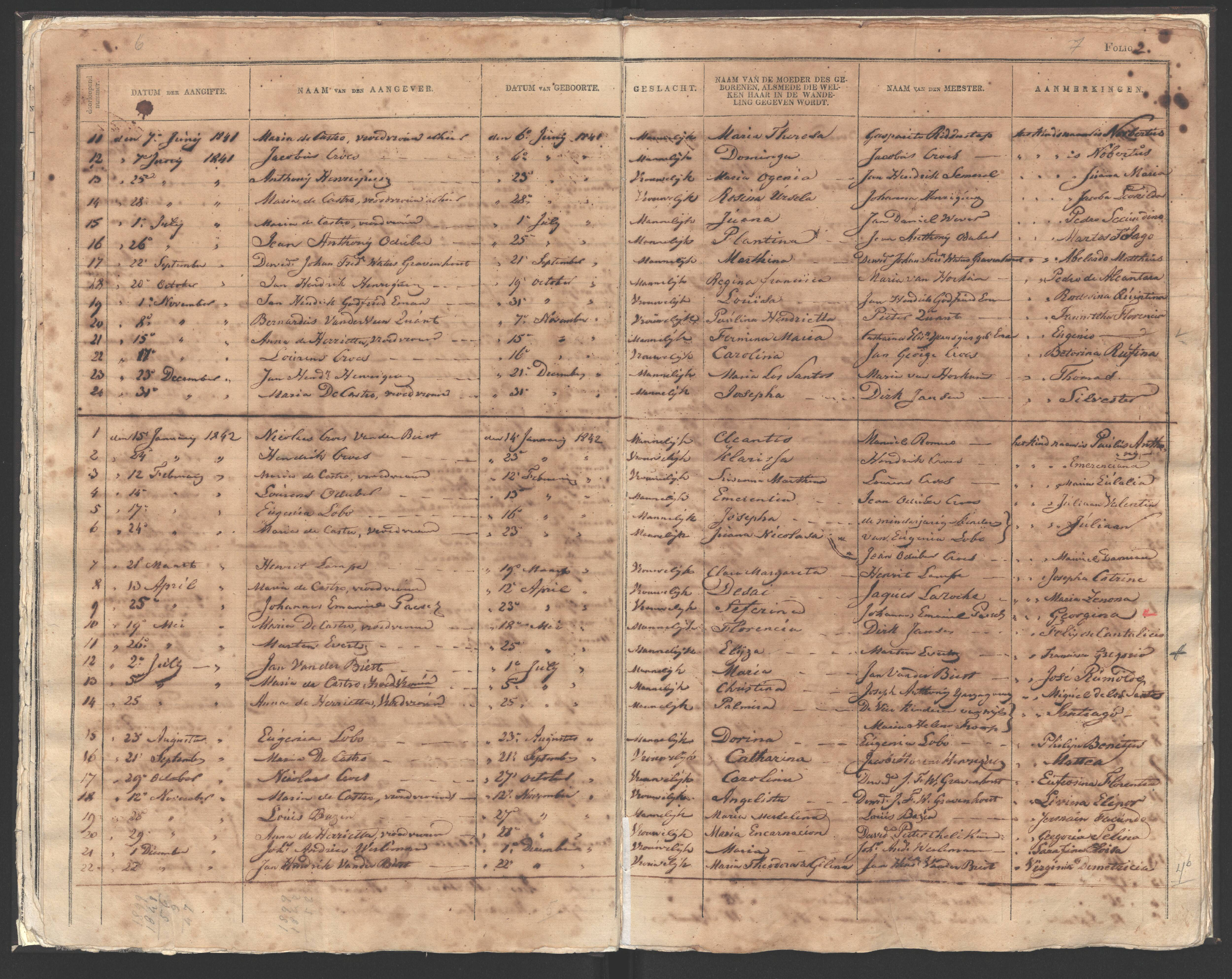
Registratie van geboorte Virginia Dementricia (onderste regel), ANA

Virginia Dementricia (Aruba, 22 december 1842 – na 1867) was een rebelse Arubaanse vrouw. Ze werd in slavernij geboren op een plantage op Aruba, en kwam door haar rebelse karakter meermaals in aanraking met justitie. Tegenwoordig wordt ze gezien als verzetsheldin. 

## Levensloop
Ze werd geboren op de plantage Barbolia in Oranjestad op Aruba als dochter van de slavin Maria Theodora. Ze was de vierde van haar zeven kinderen. De identiteit van haar vader is onbekend. Virginia werkte al van jongs af aan op de plantage, bijvoorbeeld door het overbrengen van boodschappen en door naar de markt te gaan. Virginia, haar moeder en broers en zussen waren eigendom van Jan van der Biest, een protestantse kolonist en hulpbestuurder op Aruba.
Virginia wilde zich niet laten beheersen en kwam in opstand tegen haar meester Van der Biest. De eerste keer dat ze straf kreeg voor het overtreden van de regels was in maart 1859. Virginia had kleren van haar meesteres gestolen. Er werd haar door de gezaghebber van het eiland een straf opgelegd van veertien dagen waarin ze dwangarbeid aan de openbare weg moest verrichten. Vier maanden later overtrad ze opnieuw de regels en kreeg ze weer straf, die toen bestond uit twee maanden dwangarbeid op de velden van de plantage waar ze woonde. In november van hetzelfde jaar deed ze een poging om weg te lopen, om te ontsnappen aan de praktijken op de plantage. Haar poging mislukte en weer moest ze vier weken arbeid verrichten op de plantage. In juli 1860 werd ze beschuldigd en veroordeeld voor ‘wegloperij en valse beschuldiging, gepaard met oneerbiedigheid’. Ze werd acht dagen in een cel gezet in Fort Zoutman. Toen ze vrijkwam werd ze vrijwel meteen weer opgepakt. Ze werd beschuldigd van ‘straatrumoer en verzet tegen de politie’. Omdat gevangenis- en arbeidsstraffen klaarblijkelijk niet werkten, kreeg ze haar eerste en enige lijfstraf: veertien touwslagen.
Zoals gebruikelijk was wanneer de relatie tussen een eigenaar en een slaaf onhoudbaar was, verkocht Van der Biest Virginia. In november 1860 verhuisde ze naar haar nieuwe eigenaar J.A. Jesurun op Curaçao. Uit de archieven blijkt dat hij 140 gulden voor haar heeft betaald. Ook op Curaçao kwam Virgina met justitie in aanraking. Op 10 juni 1861 betrapten twee politieagenten haar op 'eenvoudig feitelijk geweld', waarvoor zij vier dagen werd opgesloten. Op 17 juni 1862 kreeg Virginia haar eerste kind, dochter Jeanette. Virginia's leven kreeg een andere wending toen in 1863 de slavernij werd afgeschaft. Jesurun ontving voor haar 200 gulden als vergoeding. Virginia ging vanaf dat moment door het leven met de achternaam Gaai. Haar Arubaanse familieleden kregen de achternaam Bikker en haar dochter Jeanette de naam Daña. Het laatste wat over haar bekend is, is dat ze in Willemstad op 2 juni 1867 bevallen is van een zoon, die de naam Marcelino Martis Gaai kreeg.

## Varia
- Virginia werd in 2005 in een driedelig multimedia-kamerscherm vereeuwigd door de Arubaanse kunstenares Vanessa Paulina. Sindsdien wordt Virginia beschouwd als een symbool van verzet tegen de slavernij op Aruba.
- Op het Centrumeiland in Amsterdam, dat naar verwachting rond 2026 zal worden opgeleverd, zijn een straat en een hofje naar haar vernoemd: de Virginiastraat en het Virginiahof.[6][7]
- In het Rotterdamse nieuwbouwproject 'In het Zuiderpark' – onderdeel van gebiedsontwikkeling Hart van Zuid – zijn vijf nieuwe locaties vernoemd naar mensen die streden tegen slavernij en koloniale overheersing, onder wie Virginia: het Virginia Gaaipad.[8]